# Кузьменко Сергій Миколайович
Сергі́й Микола́йович Кузьме́нко (13 грудня 1980 — 24 вересня 2014) — солдат Збройних сил України, учасник російсько-української війни.

## З життєпису
Народився 1980 року в селі Свобода (Берегівський район, Закарпатська область). Закінчив загальноосвітню школу, пройшов строкову військову службу в лавах ЗСУ. По демобілізації мешкав у селищі міського типу Батьово.
В часі війни — стрілець, 128-ма окрема гірсько-піхотна бригада.
Загинув 24 вересня 2014-го під час виконання бойового завдання на сході України біля міста Попасна.
Похований 28 вересня 2014 року у смт Батьово, Берегівський район.

## Нагороди
За особисту мужність і героїзм, виявлені у захисті державного суверенітету та територіальної цілісності України, вірність військовій присязі під час російсько-української війни, відзначений — нагороджений
- орденом «За мужність» III ступеня (посмертно)
- Його портрет розміщений на меморіалі «Стіна пам'яті полеглих за Україну» у Києві: секція 4, ряд 8, місце 22
- Вшановується 24 вересня на щоденному ранковому церемоніалі вшанування українських захисників, які загинули цього дня в різні роки внаслідок російської збройної агресії[2]